# カステルノー＝ド＝レヴィ
カステルノー＝ド＝レヴィ （Castelnau-de-Lévis）は、フランス、オクシタニー地域圏、タルヌ県のコミューン。

## 地理
アルビの西に位置し、アルビ都市圏に含まれている。

## 歴史
カステルノー＝ド＝レヴィは古い名をカステルノー＝ド＝ボナフー（Castelnau-de-Bonnafous）という、1234年にシカール・アラマンによって建設されたバスティッドである。アラマンはトゥールーズ伯レーモン7世とジャンヌ・ド・トゥールーズの二代にわたって仕えた騎士である。
1480年、カステルノーはオビジュー男爵ユーグ・ダンボワーズの所有となった。この支配権は17世紀までアンボワーズ家が保持した。ユーグの孫ルイは、オビジュー伯およびカステルノー＝ド＝ボナフー男爵となり、常に城に暮らそうと、非常に特徴のある、40mの高さの塔を建設して城を修復した。
城の武器庫は、オビジュー伯や王の肖像画を含め、彼の肖像画で飾られていた。

## 人口統計
| 1962年 | 1968年 | 1975年 | 1982年 | 1990年 | 1999年 | 2006年 | 2014年 |
| ------ | ------ | ------ | ------ | ------ | ------ | ------ | ------ |
| 571    | 686    | 946    | 1145   | 1308   | 1403   | 1520   | 1562   |

参照元:1962年から1999年までは複数コミューンに住所登録をする者の重複分を除いたもの。それ以降は当該コミューンの人口統計によるもの。1999年までEHESS/Cassini、2006年以降INSEE。

## 史跡
- カステルノー＝ド＝レヴィ城 - 1235年にシカール・アラマンが建設。タルヌ川南側を占めるフランス王領と対峙する、タルヌ川北側のトゥールーズ伯領の砦であった。ボナフー山という岩山の頂上に建てたため、カステルヌー＝ド＝ボナフー城の名で呼ばれるようになった。レヴィとは、その後城を所有した一族の名である。村は同時代に、城壁のふもとに建設された。古い城で残っているのは、タルヌ川谷とアルビ市街を見下ろす望楼を含む、一部の城跡のみである。

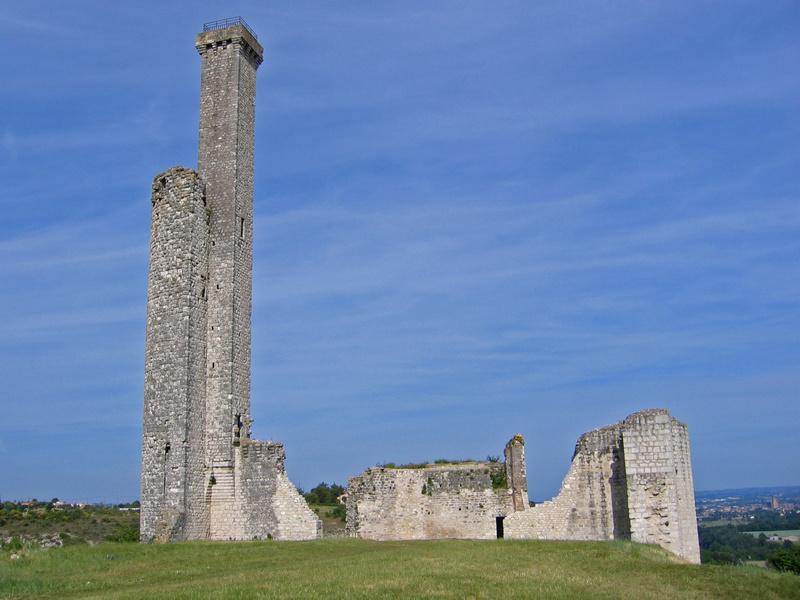
カステルノー＝ド＝レヴィ城
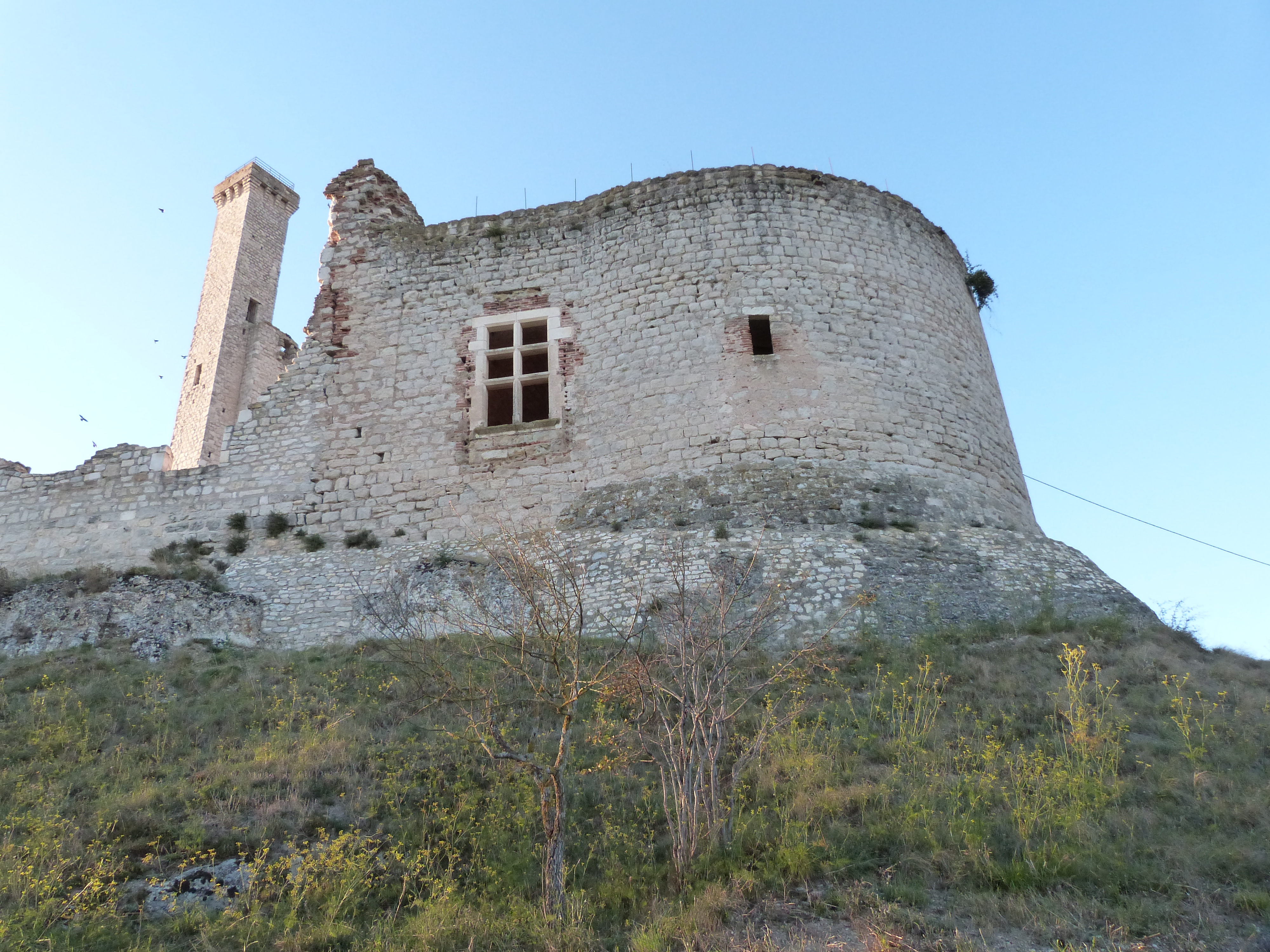
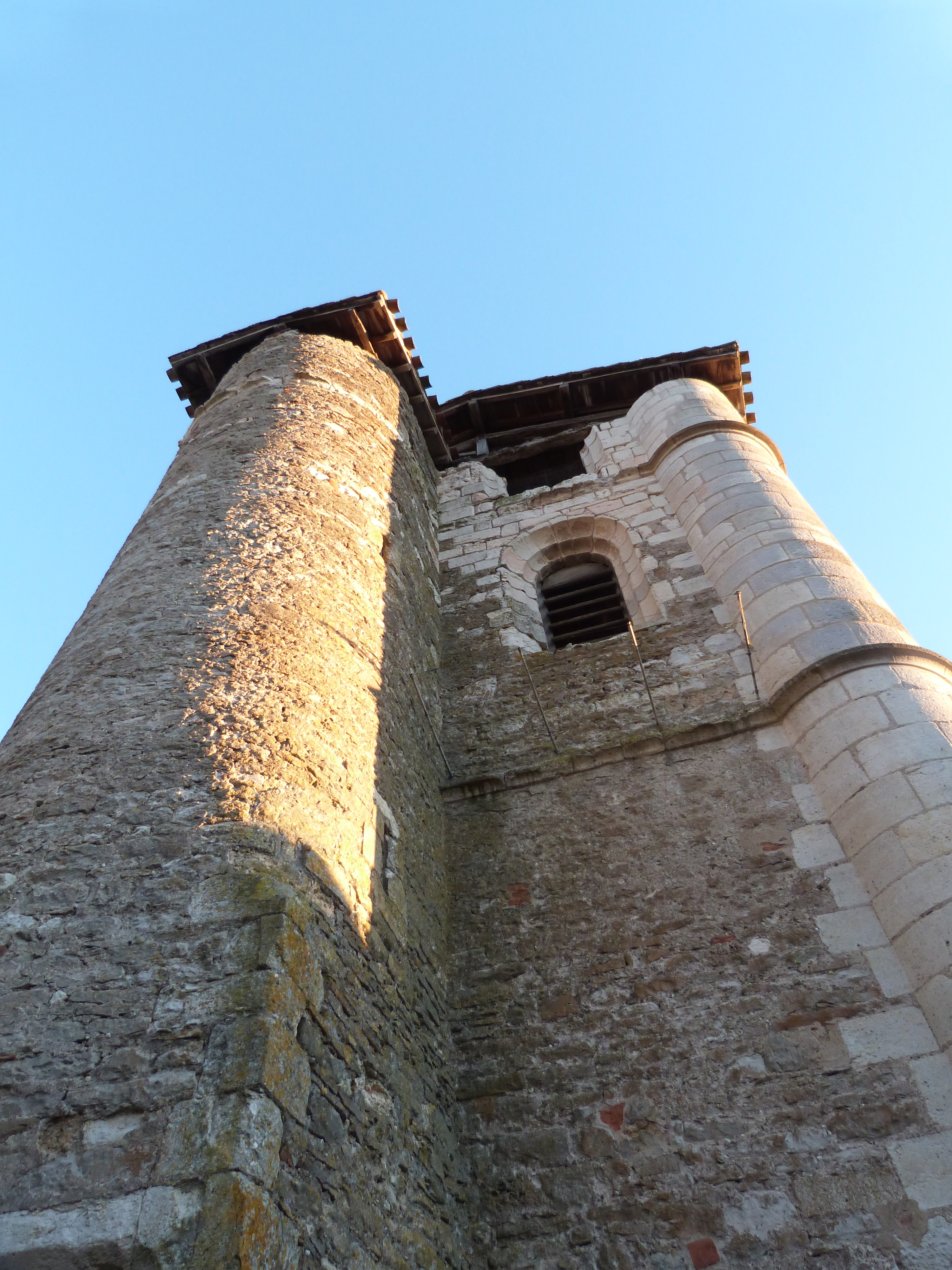
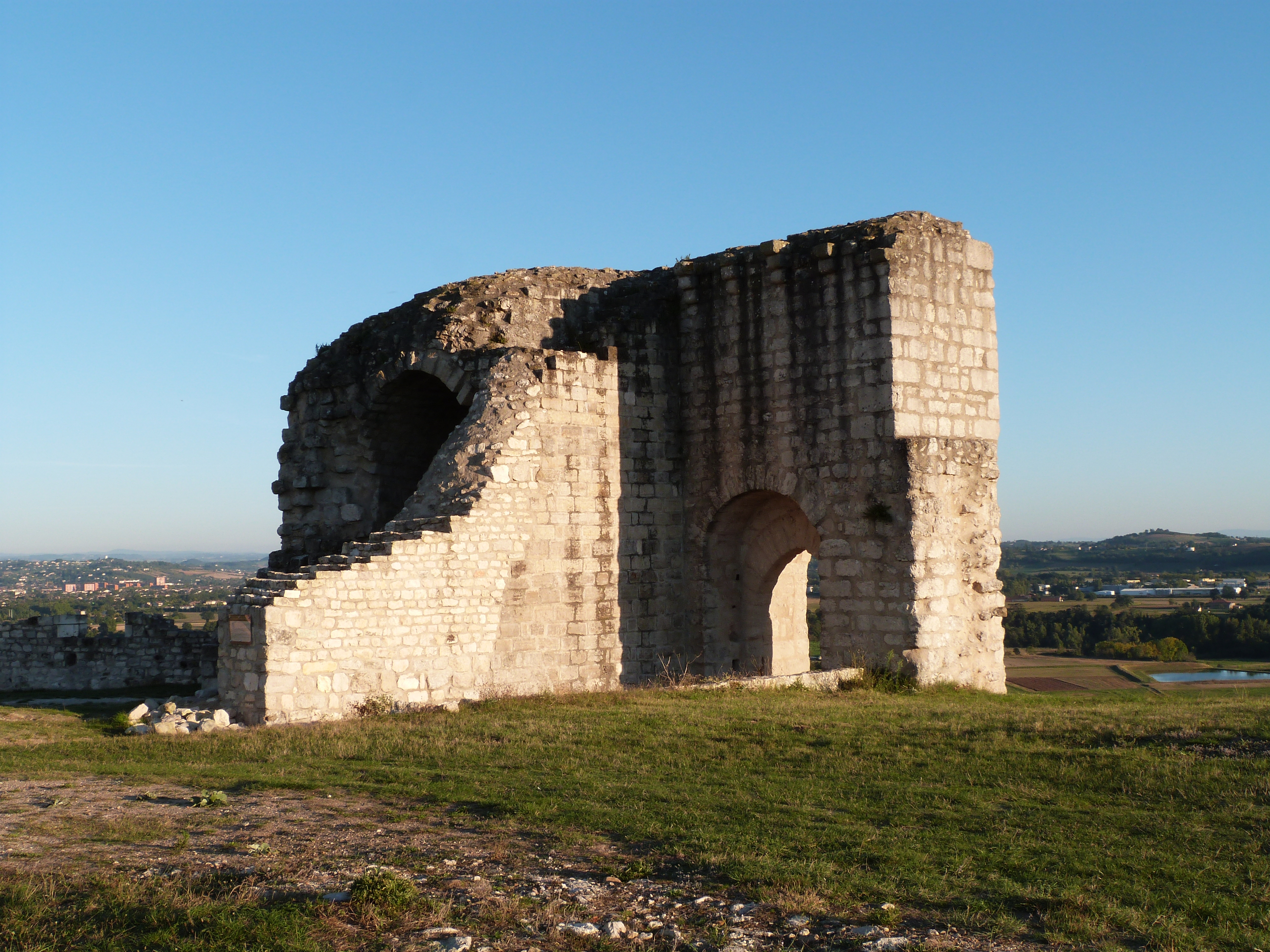
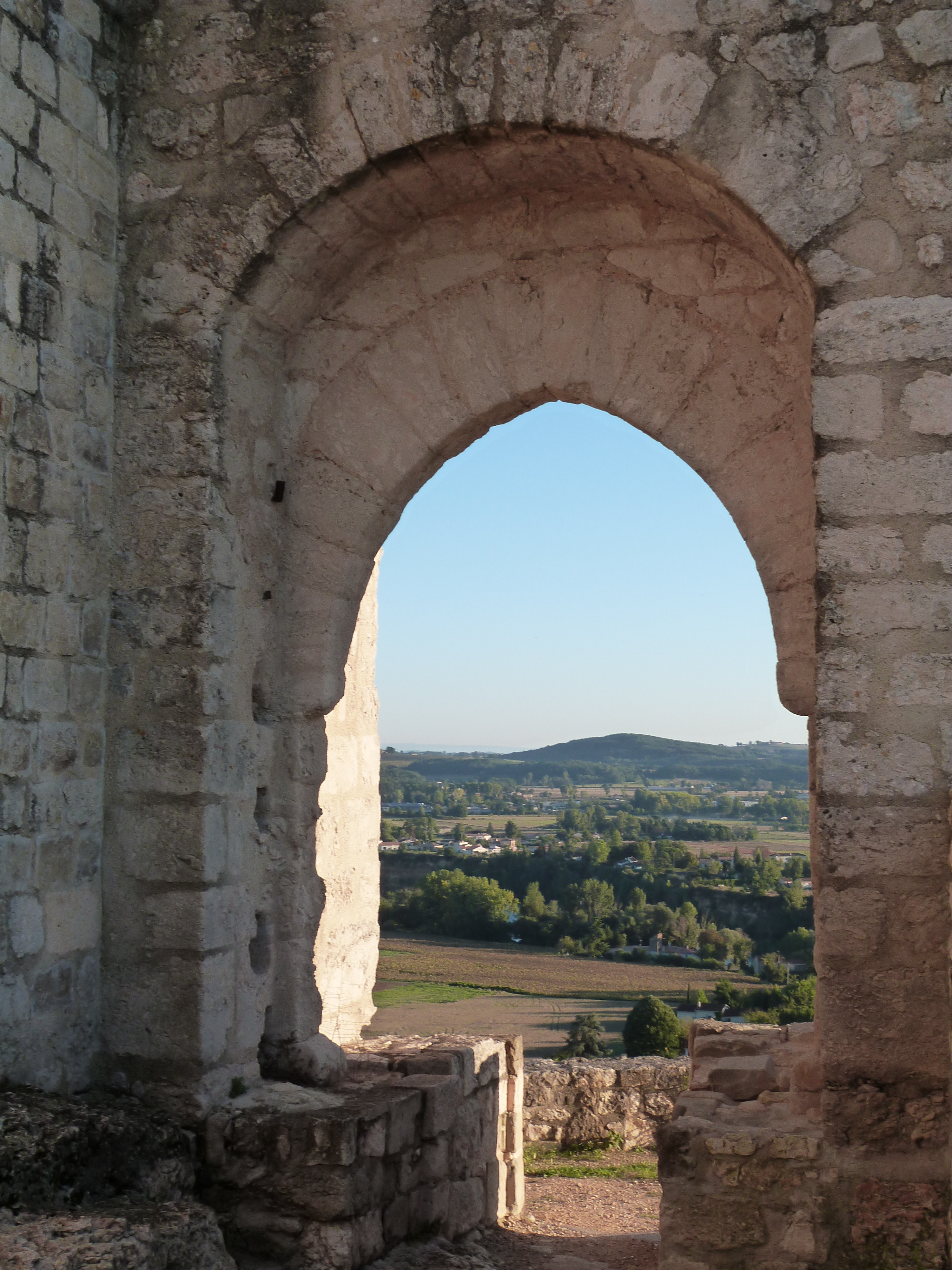
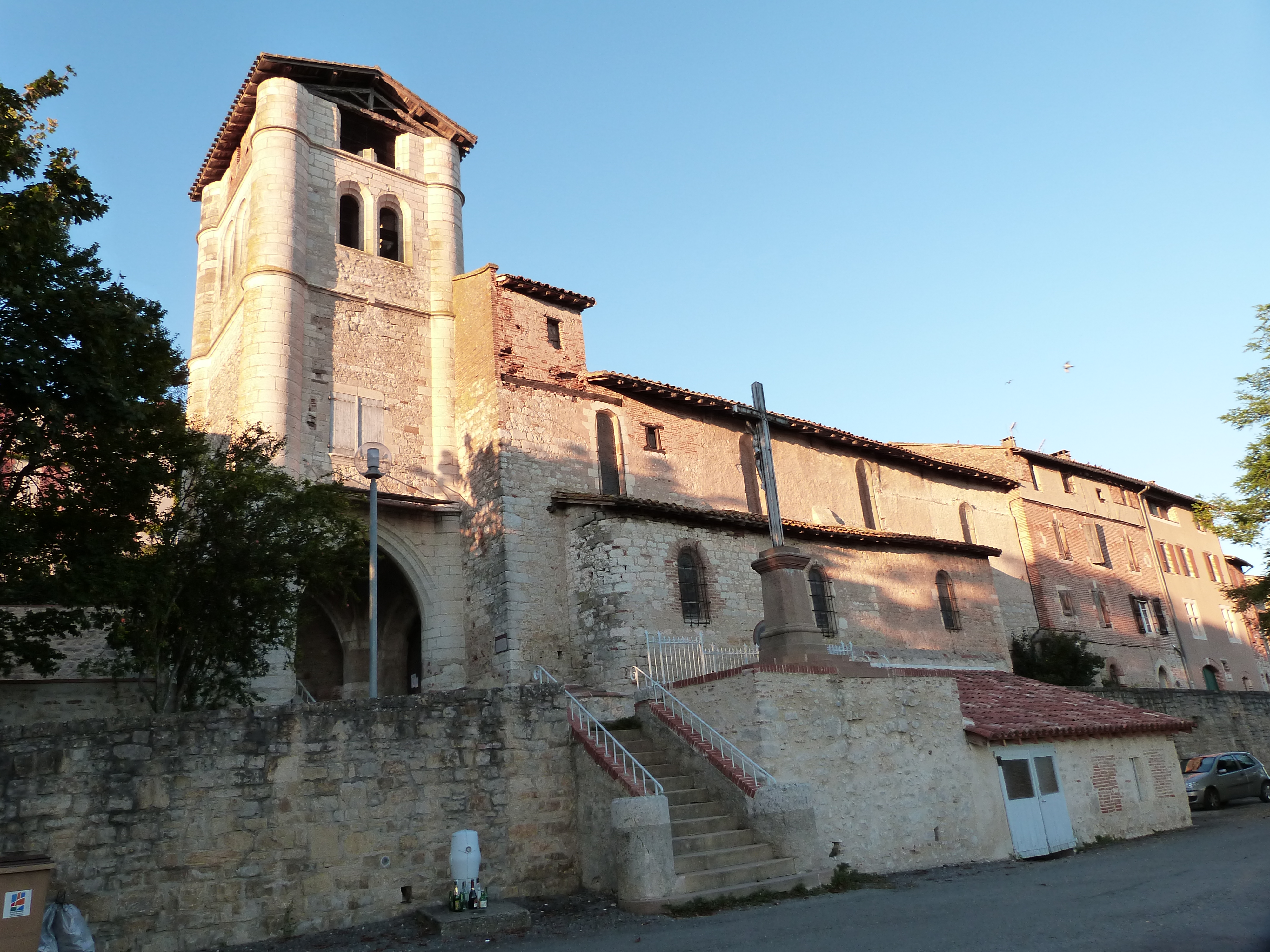
サン・バルテルミ教会